# Onafhankelijke Democratische Servische Partij

Logo SDSS

De Onafhankelijke Democratische Servische Partij (Kroatisch: Samostalna demokratska srpska stranka, SDSS, Servisch: Самостална демократска српска странка, СДСС) is een politieke partij in Kroatië.

## Geschiedenis
De partij werd in 1997 opgezet als een liberale, sociaaldemocratische partij gebaseerd op de ideeën van de Onafhankelijke Democratische Partij van het Koninkrijk Joegoslavië van Svetozar Pribičević. De partijleider is Vojislav Stanimirović. De partij wil dat de Serviërs die in 1995 uit Kroatië gevlucht zijn, toen het Kroatische leger en politieke het zelfuitgeroepen Republiek van Servisch Krajina overnamen, terugkomen naar Kroatië.
Tijdens de verkiezingen in november 2003 versloeg de partij haar grootste rivaal, de Servische Volkspartij, zij won alle zetels voor de Servische vertegenwoordigers in het Kroatische parlement.
Na de verkiezingen sloot de partij zich aan bij de HDZ, geleid door Ivo Sanader, die het eens werd met enkele van de eisen van de SDSS zoals de terugkeer van vluchtelingen, het versterken van de nationale gelijkheid, rechterlijke hervormingen en samenwerking met de omliggende landen.

## Speerpunten

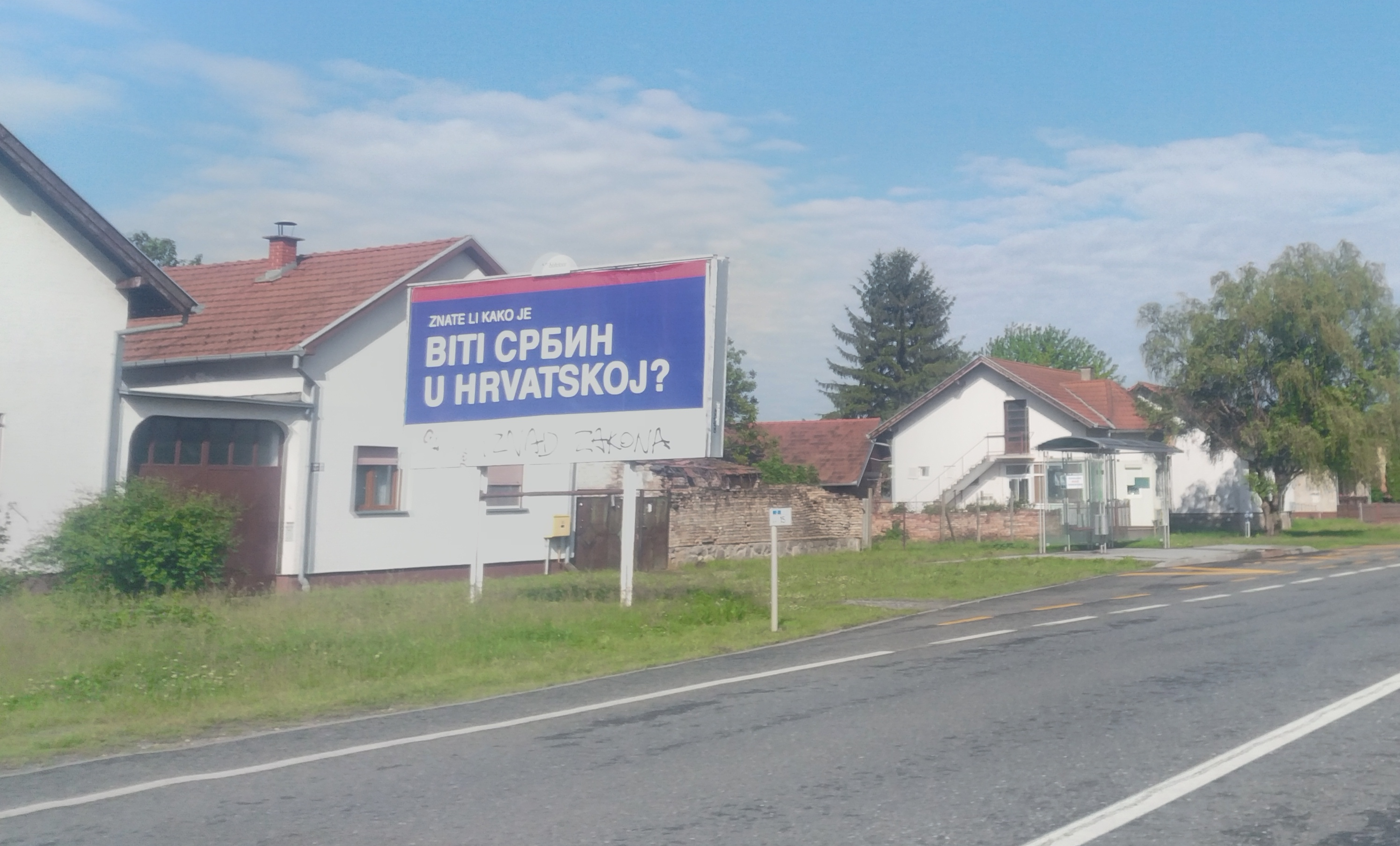

SDSS is zowel een sociaaldemocratische liberale partij als een vertegenwoordiger van de Serviërs in Kroatië:

### Politieke doelen
1. De terugkeer van oorlogsvluchtelingen, voornamelijk de Serviërs, en vernieuwing van gebieden die door de oorlog zijn beschadigd.
2. Het recht om voormalige staatsflatgebouwen terug te kopen
3. Staatsbescherming en garantie van minderheidsrechten, voornamelijk van Serviërs
4. Culturele en politieke autonomie voor de Serviërs in Kroatië, door het gebruiken van de Servische taal, het gebruik van Servische symbolen, onderwijs in het Servisch, het verbeteren van de positie van het onderwijs en cultuur van de Serviërs, het opzetten van Servische media en het behouden van Servische tradities
5. De professionalisering van het leger.
6. Meer regionalisatie en decentralisatie.
7. Aansluiting van Kroatië bij de EU en de economische samenwerking met Servië en Montenegro verbeteren.